# 70 Virginis
70 Virginis, (abreviada 70 Vir), també anomenada HIP 117176 o Gliese 512, és una estrella nana groga situada a la constel·lació de la Verge, a uns 58 anys llum (17,8 parsecs) de distància a la Terra.

## Característiques físiques
Aquesta estrella, amb una massa aproximadament d'1,1 masses solars i una radi d'1,76 radis solars, és una versió una mica més massiva que el Sol, i la seva lluminositat, de 3,06 vegades la del Sol, fan que la seva zona habitable, és a dir la zona on els planetes poden albergar aigua líquida, es troba entre els 0,87 AU (130,5 milions de km) i els 2,74 AU (411 milions de km). La seva edat, d'uns 7500 milions d'anys, i el seu tipus d'estrella (G4V) fan que la vida d'aquest estel només li quedin uns pocs centenars de milers d'anys. A més a més, es va detectar un cinturó d'asteroides a 3,4 ua de l'estrella.

## Altres característiques
70 Vir, té una magnitud aparent de 4,97, cosa que fa que es pugui observar en localitats relativament lliures de pol·lució amb uns simples prismàtics. La seva situació al cel està entre Arcturus (Alpha Boötes) i Zaniah (Eta Virginis).

## Sistema planetari
HIP 117176 té una peculiaritat; un sistema planetari amb només un planeta descobert fins ara. Aquest planeta, anomenat 70 Virginis b, va ser descobert l'any 1996, a través del mètode de la velocitat radial, que consisteix a mesurar la influència gravitacional del planeta al seu estel. La seva massa és de 7.49 masses jovianes.
| Sistema planetari    | Massa (en masses Jovianes) | Període orbital (dies) | Semieix major (ua) | Excentricitat |
| -------------------- | -------------------------- | ---------------------- | ------------------ | ------------- |
| b                    | >7,49                      | 116,689                | 0,48               | 0,4           |
| Cinturó d'asteroides | ?                          | ?                      | 3,4 ua             | ?             |